# 格靈芝站
格靈芝站是吉隆坡快捷通所屬格拉那再也線位於孟沙南城的一個高架車站。車站的名称是根据距離鄰近的甘榜格靈芝不遠起名的，車站特色為軌道先橫越聯邦大道之後再穿越孟沙貿易中心於靠近新班底路（Jalan Pantai Baru）處設站。

## 車站結構
車站位於孟沙貿易中心後方，為一棟3層樓建築。站內有馬來亞銀行及聯昌銀行設置的自動提款機，可以為一觸即通卡儲值；車站外亦設有汽車停車場及公車停靠區，提供基本轉運功能。
| L3 | 1月台 （沒有設置月台門）側式月台，左側車門將會開啟 | 1月台 （沒有設置月台門）側式月台，左側車門將會開啟                    |
| L3 | 軌道                                               | 格拉那再也線 往 KJ17 阿都拉胡坤站 (→) 格拉那再也線 往 KJ19 大學站 (←) |
| L3 | 2月台（沒有設置月台門）側式月台，左側車門將會開啟  |                                                                       |
| L2 | 穿堂層                                             | 驗票閘門、售票機、車站辦公室、便利商店                                |
| L1 | 地面層                                             | 自動提款機、商店、公車站、停車場                                      |

## 巴士服務
| 路線 | 始發站            | 經過          | 終點站       |
| ---- | ----------------- | ------------- | ------------ |
| 750  | KJ14 中央藝術坊站 |               | 莎亞南第2区  |
| 751  | KJ14 中央藝術坊站 |               | 莎亚南太子园 |
| 772  | KJ14 中央藝術坊站 | 梳邦新村      | 梳邦苏丽雅   |
| 780  | KJ14 中央藝術坊站 | 八打靈再也SS2 | 哥打白沙罗   |

## 车站周边主要建筑
- 孟沙貿易中心
- 孟沙南城貿易中心
- 馬來西亞電訊大廈
- 馬來西亞電訊會議中心
- Masjid Ar-Rahah清真寺

## 圖片集

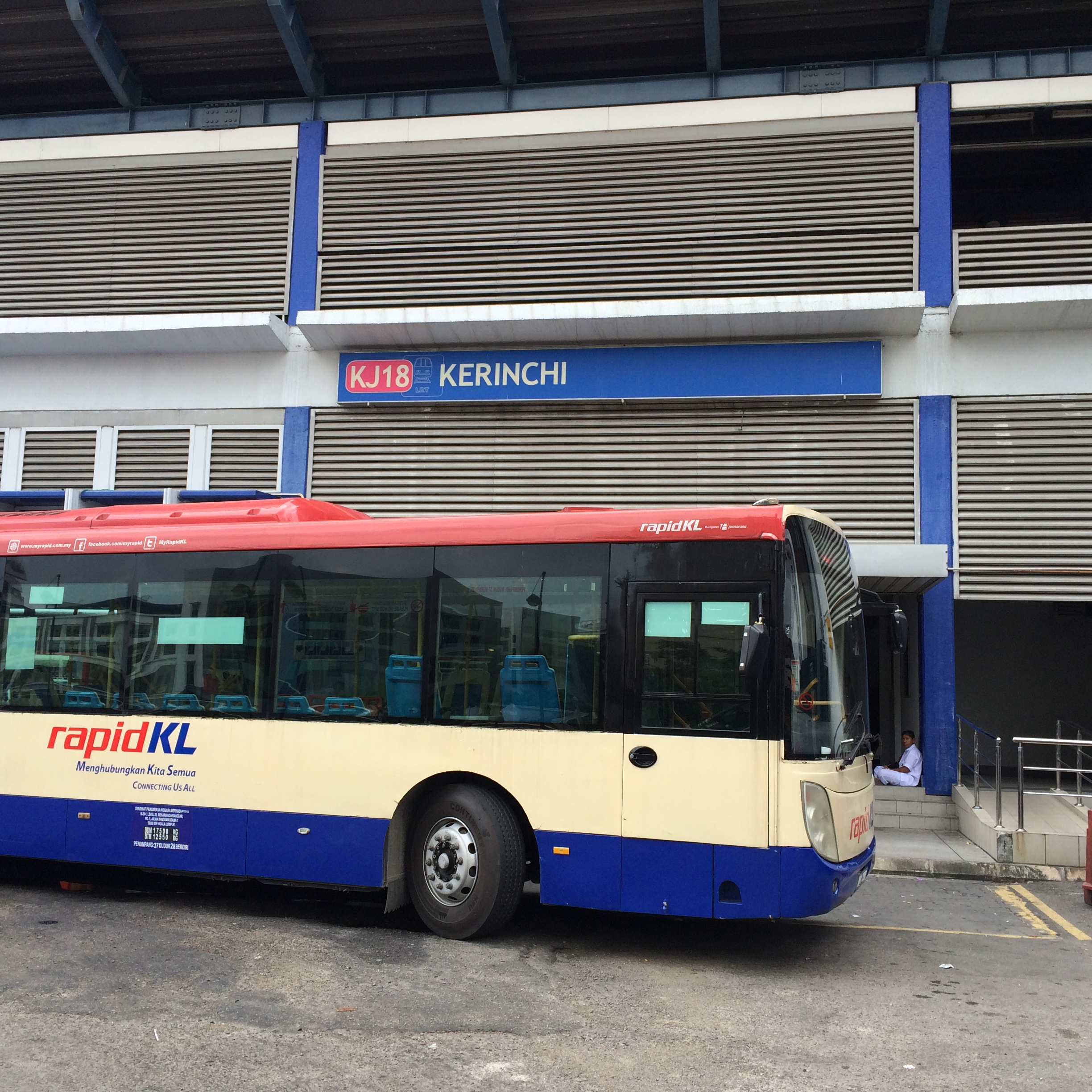
格靈芝站大門口。
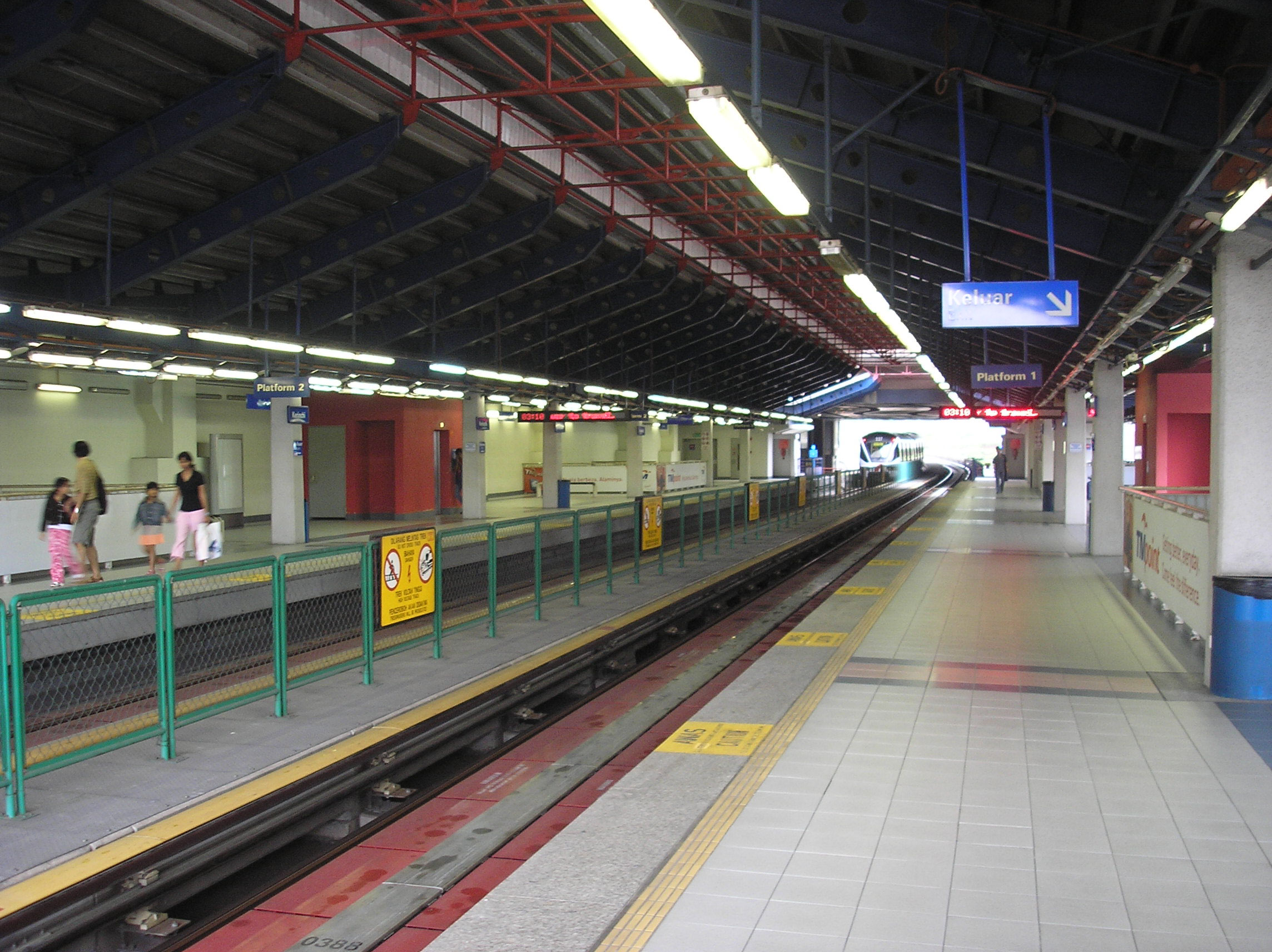
格靈芝站月台。